# Sant Joan Baptista (Palau-saverdera)

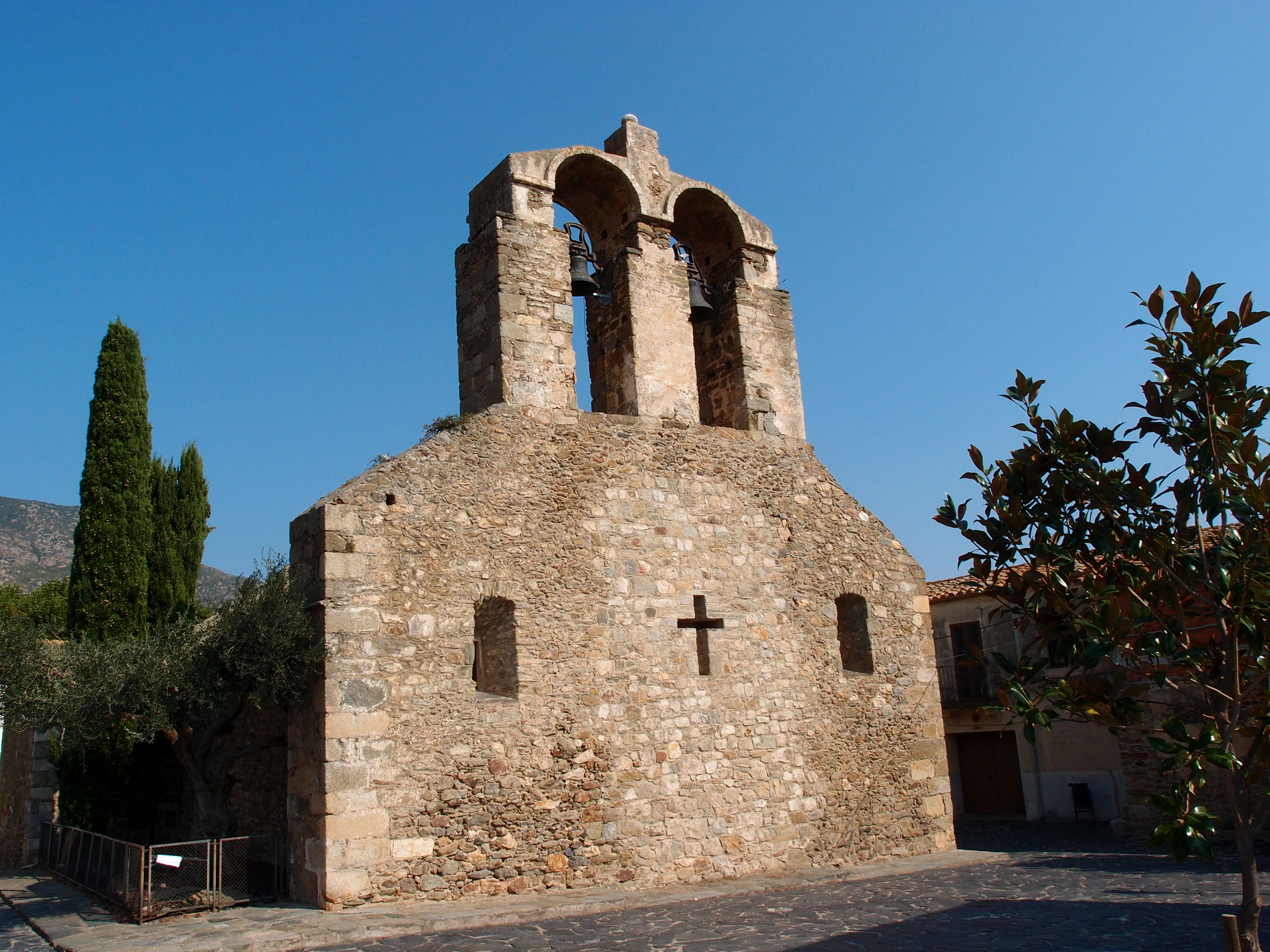
Església de Sant Joan

Die Kirche Sant Joan Baptista (Johannes-der-Täufer-Kirche) ist ein romanisches Gotteshaus in der katalanischen Gemeinde Palau-saverdera in der Comarca Alt Empordà im Nordosten Spaniens. Sie dient der örtlichen katholischen Pfarrei als Pfarrkirche und gehört zum Dekanat (arxiprestat) Alt Empordà Interior im Bistum Girona.

## Geschichte
Die Kirche wurde im frühen 11. Jahrhundert gebaut und findet erstmals in einer Urkunde des Klosters Santa Maria de Roses im Jahr 1070 Erwähnung.

## Architektur

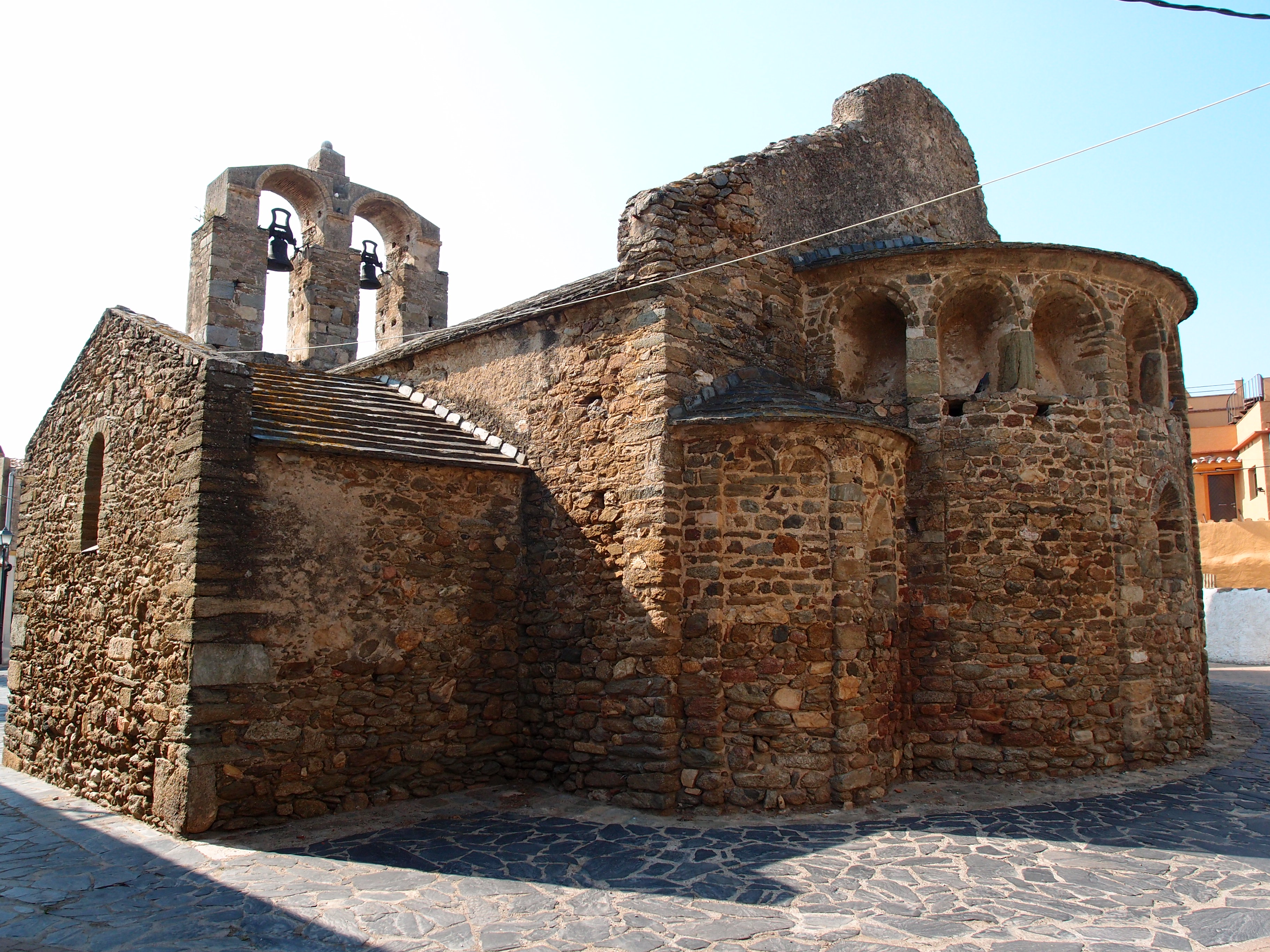
Detailansicht

Die Església de Sant Joan besteht aus drei Schiffen mit Tonnengewölben. Das Gebäude ist in vier Abschnitte unterteilt und besitzt eine zentrale Apsis mit zwei halbrunden Apsiden. Die äußere Fassade wurde im Lombardischen Stil mit Bögen und Pfeilern – insbesondere im Bereich der zentralen Apsis – gestaltet. Das seitliche Portal der Kirche wurde im Jahr 1981 im Stil des Historismus restauriert. Das Gebäude wurde auf den Ruinen einer antiken römischen Villa errichtet; einige Baumaterialien dieses Vorgängerbauwerks wurden in der Kirche verarbeitet, so unter anderem keramische Fliesen an der nördlichen Wand sowie im Fensterbereich der Apsis.

## Eremitage San Onofre
Auf dem Gebiet der Pfarrei befindet sich eine Eremitage, die zum ersten Mal im Jahr 1448 erwähnt wird und dem ägyptischen Einsiedler Onofre (Onophrios) geweiht ist.

## Fotos

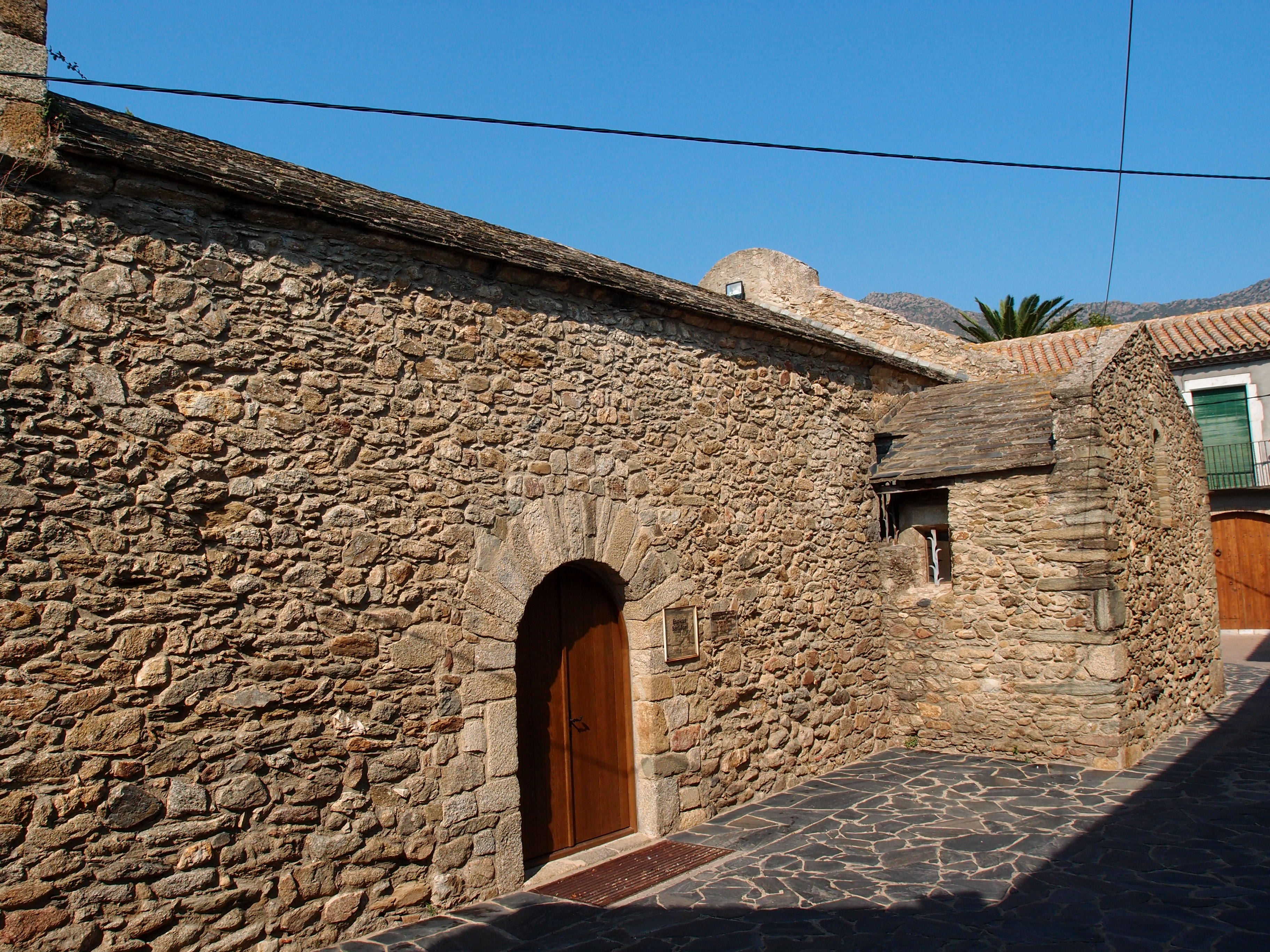
Portal
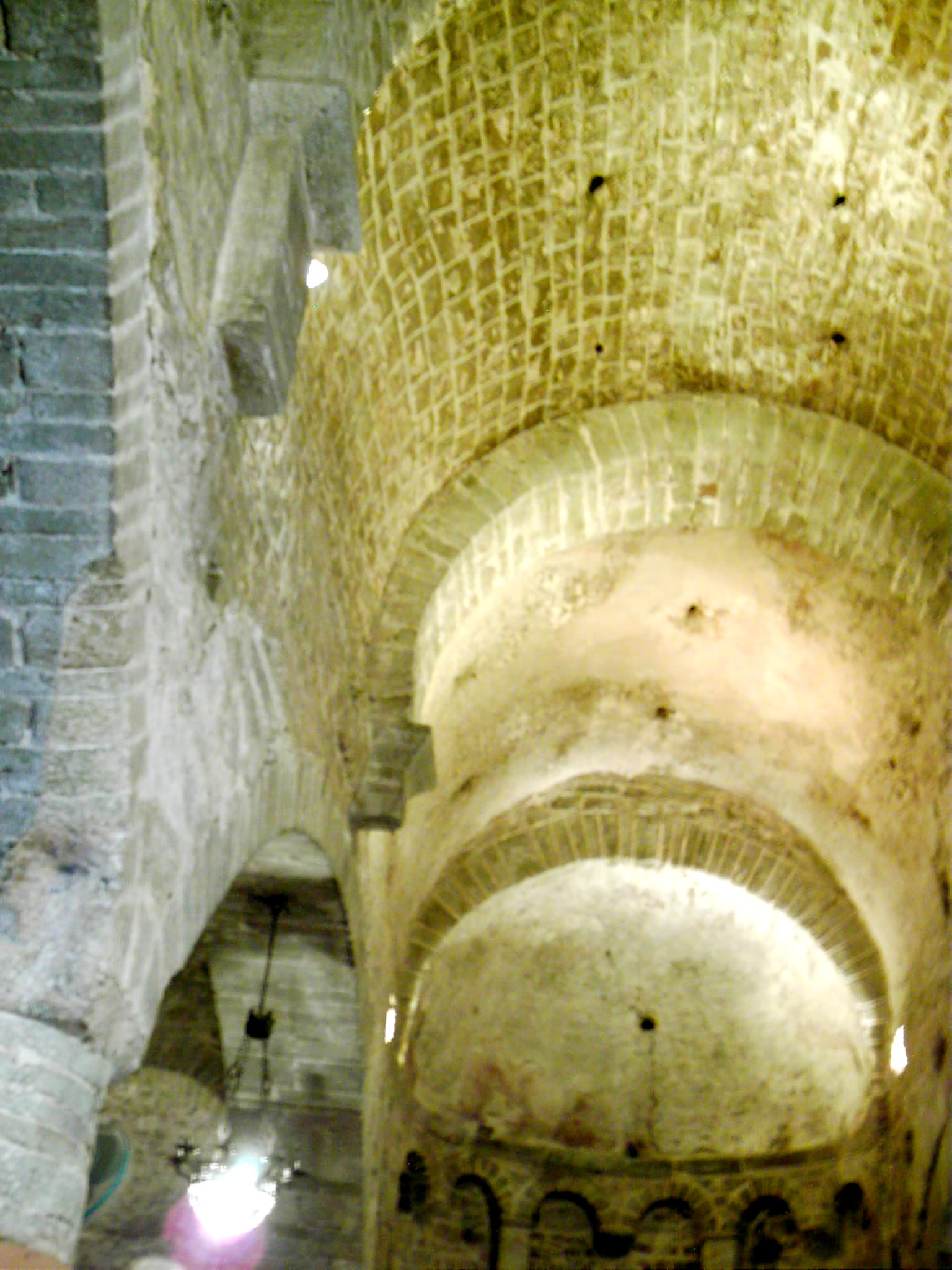
Tonnengewölbe
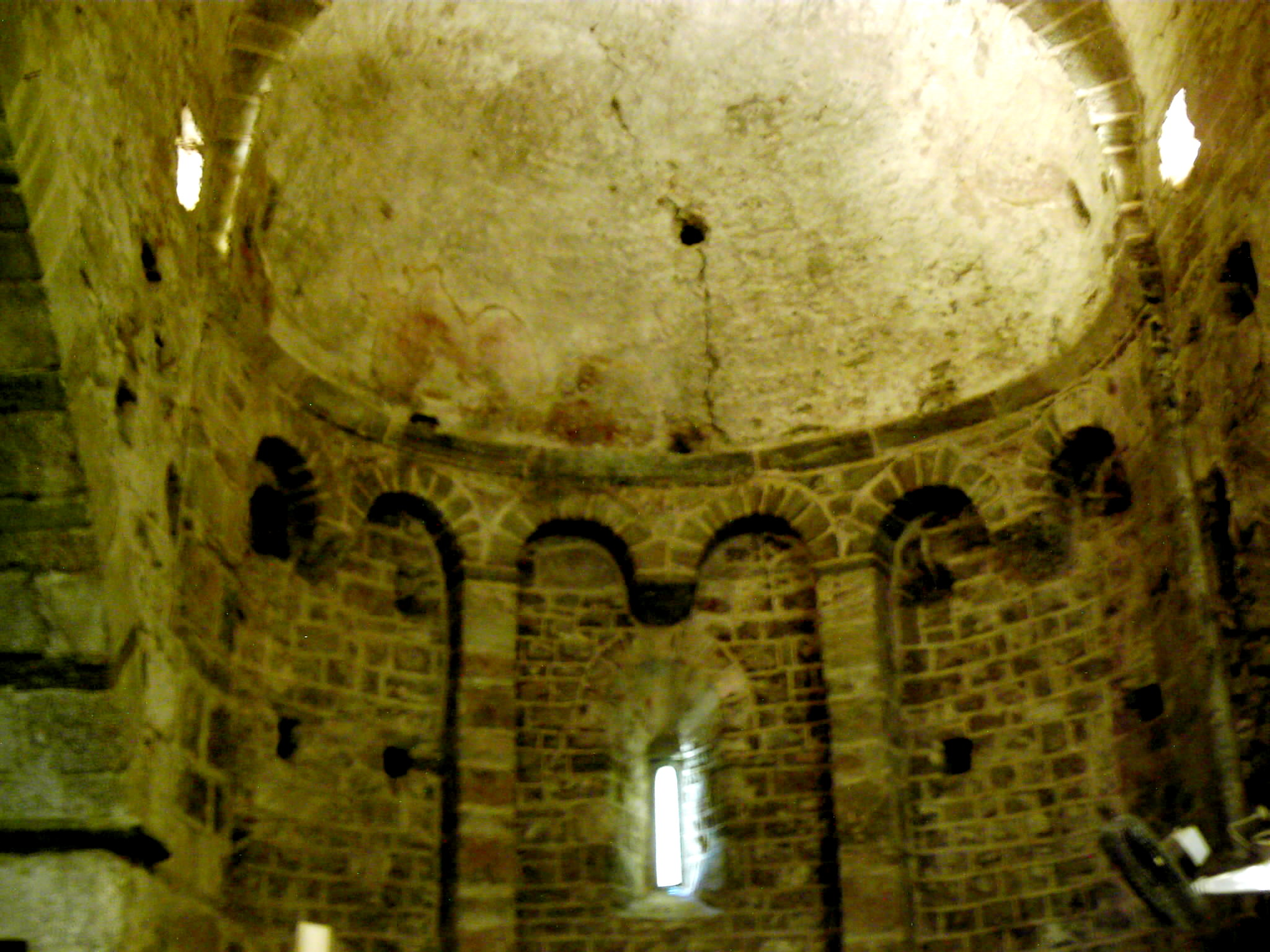
Decke der Apsis
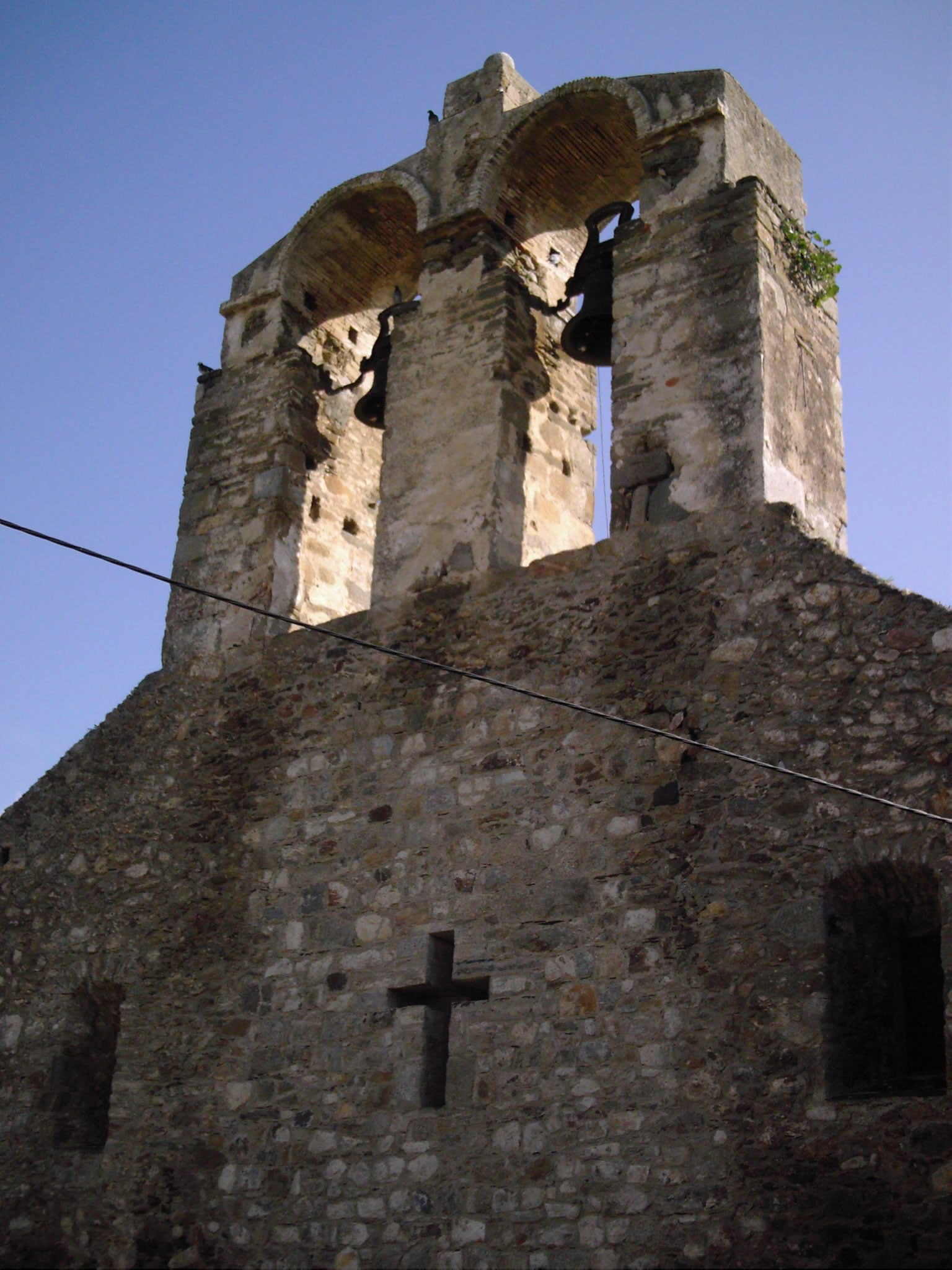
Detailansicht